# Krottendorf
Krottendorf là một đô thị thuộc huyện Weiz thuộc bang Steiermark, nước Áo. Đô thị Krottendorf có diện tích 12,44 km², dân số thời điểm cuối năm 2005 là 2232 người.